# Irene Köhne

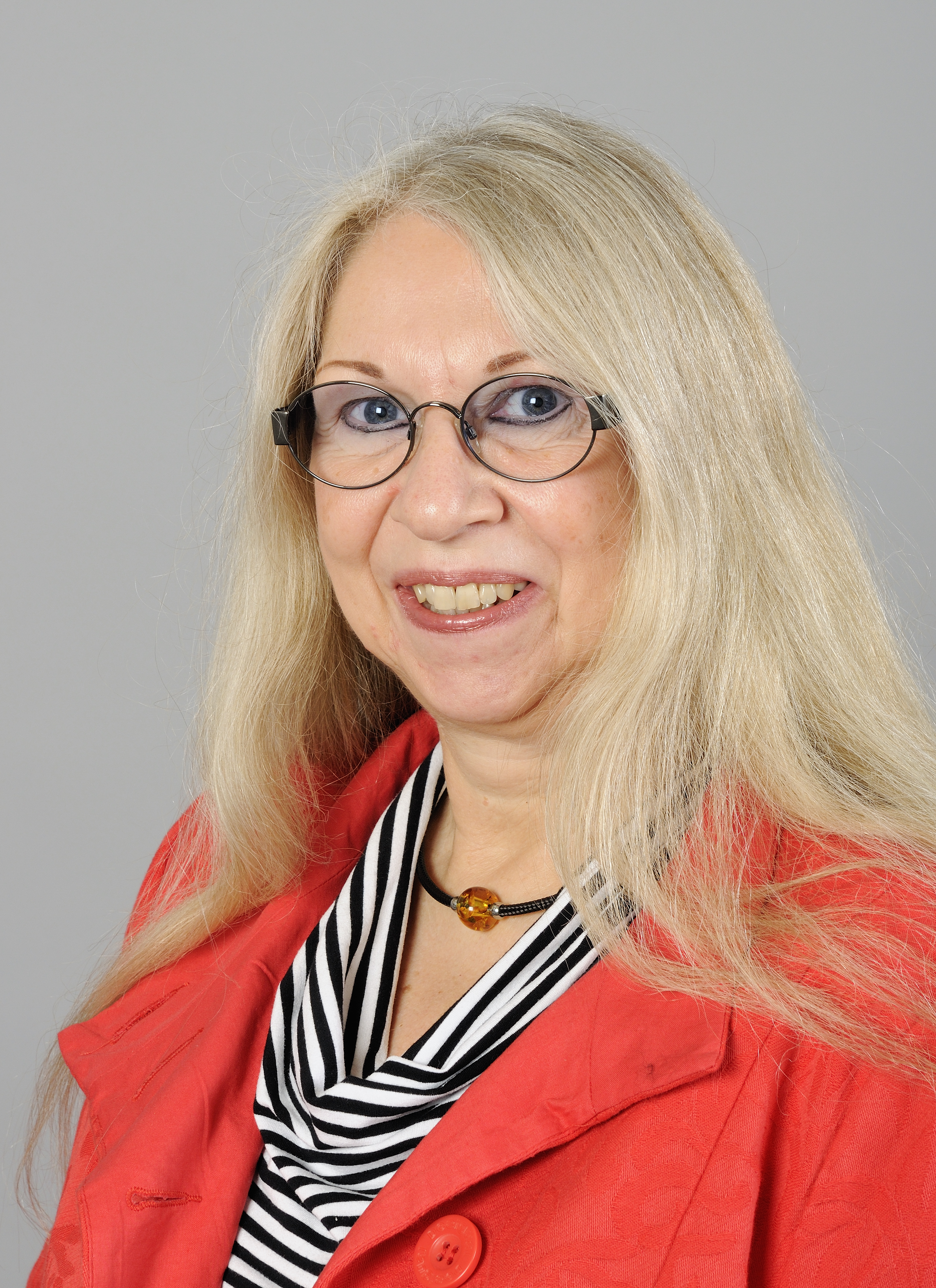
Irene Köhne (2013).

Irene Köhne (* 9. April 1952 in Berlin-Kreuzberg) ist eine deutsche Politikerin (SPD).

## Leben
Köhne ist als mathematisch-technische Assistentin tätig.
Am 18. September 2011 gelang Köhne bei der Wahl zum Abgeordnetenhaus von Berlin 2011 der Einzug als Abgeordnete der SPD in das Abgeordnetenhaus von Berlin. Im Parlament war sie Mitglied des Ausschusses für Verfassungs- und Rechtsangelegenheiten, Verbraucherschutz, Geschäftsordnung sowie des Ausschusses für Stadtentwicklung und Umwelt. 2016 schied sie aus dem Abgeordnetenhaus aus.
Köhne ist verheiratet und hat zwei Kinder.